# Ivan Šapina
Ivan Šapina (17. studenog 1999.) hrvatski je taekwondoaš.
Nastupa za splitski Marjan, otac mu je rođen u Roškom Polju kraj Tomislavgrada.
Šapina je osvojio brončanu medalju u srednjoj kategoriji na Svjetskom prvenstvu u taekwondou 2019. u Manchesteru. Godine 2021. osvojio je  brončanu medalju u kategoriji do 87 kg na Europskom prvenstvu u taekwondou održanom u Sofiji u Bugarskoj.
Šapina je predstavljao Hrvatsku na Ljetnim olimpijskim igrama 2020. održanim u Tokiju. Natjecao se u muškoj disciplini +80 kg gdje je eliminiran u svom drugom meču od Sun Hongyija iz Kine.
Osvojio je zlatnu medalju u disciplini +80 kg za muškarce na Mediteranskim igrama 2022. održanim u Oranu u Alžiru. Pobijedio je Ayouba Bassela iz Maroka u borbi za zlatnu medalju.
Osvojio je srebrnu medalju u srednjoj kategoriji na Svjetskom prvenstvu u taekwondou 2023. održanom u Bakuu u Azerbajdžanu.